# USS Thresher (SSN-593)
| АПЧ «Трешер»               | АПЧ «Трешер»                                                              | АПЧ «Трешер»                                                              |
| -------------------------- | ------------------------------------------------------------------------- | ------------------------------------------------------------------------- |
| USS Thresher (SSN-593)     |                                                                           |                                                                           |
|                            |                                                                           |                                                                           |
|                            |                                                                           |                                                                           |
| Під прапором               | США                                                                       | США                                                                       |
| Спуск на воду              | 9 липня 1960 року                                                         | 9 липня 1960 року                                                         |
| Сучасний статус            | Затонув 10 квітня 1963 року                                               | Затонув 10 квітня 1963 року                                               |
| Проєкт                     |                                                                           |                                                                           |
| Тип ПЧ                     | АПЧТ                                                                      | АПЧТ                                                                      |
| Класифікація НАТО          | Thresher/Permit class                                                     | Thresher/Permit class                                                     |
| Основні характеристики     |                                                                           |                                                                           |
| Швидкість (надводна)       | 15 вузлів (28 км/год)                                                     | 15 вузлів (28 км/год)                                                     |
| Швидкість (підводна)       | 28 вузлів (52 км/год)                                                     | 28 вузлів (52 км/год)                                                     |
| Робоча глибина занурення   | 400 м                                                                     | 400 м                                                                     |
| Автономність плавання      | 75 днів, 150000 миль (245 000 км ходу)                                    | 75 днів, 150000 миль (245 000 км ходу)                                    |
| Екіпаж                     | 112 осіб                                                                  | 112 осіб                                                                  |
| Розміри                    |                                                                           |                                                                           |
| Довжина найбільша (по КВЛ) | 84,86 м                                                                   | 84,86 м                                                                   |
| Ширина корпусу найб.       | 9,63 м                                                                    | 9,63 м                                                                    |
| Середня осадка (по КВЛ)    | 7,67 м                                                                    | 7,67 м                                                                    |
| Озброєння                  |                                                                           |                                                                           |
| Торпедно- мінне озброєння  | 4 носових ТА калібру 21 дюймів — 533 мм, 12–18 торпеди                    | 4 носових ТА калібру 21 дюймів — 533 мм, 12–18 торпеди                    |
| Ракетне озброєння          | 4–6 протичовнових КР UUM-44 SUBROC , 4 протикорабельні КР UGM-84 Harpoon, | 4–6 протичовнових КР UUM-44 SUBROC , 4 протикорабельні КР UGM-84 Harpoon, |

USS Thresher (SSN-593) — атомний підводний човен ВМС США, головний корабель однойменного типу, що 10 квітня 1963 року загинув в Атлантичному океані з усім екіпажем.

## Проєкт та побудова
Thresher був задуманий як глибоководний човен-винищувач, який мав полювати на човни супротивника. Він був запроєктований оперувати на глибинах порядка 400 метрів (1300 футів), що було рекордним на той час.
Закладення підводного човна «Трешер» сталося 28 травня 1958 року на Портсмутській корабельні. Вже через два роки, 9 червня 1960, року човен був спущений на воду, ще через рік був переданий флоту.

## Служба

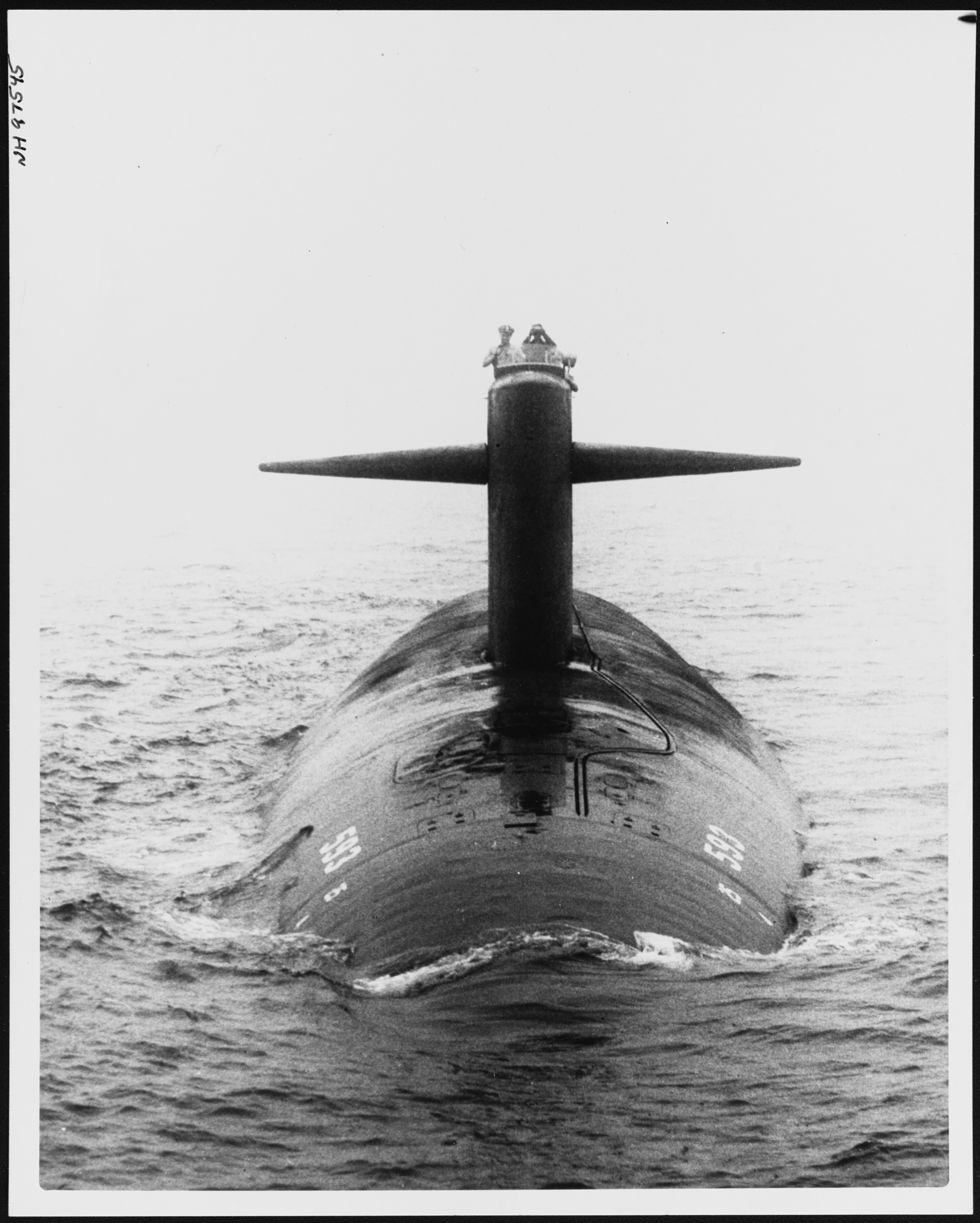
Атомний підводний човен «Трешер»

У 1961–1962 роках «Трешер», як головний корабель свого типу, пройшов програму випробувань в Атлантичному океані та Карибському морі. У вересні 1961 року човен брав участь у морських навчаннях Nuclear Submarine Exercise (NUSUBEX) 3-61, які пройшли біля північно-східного узбережжя США.

## Загибель

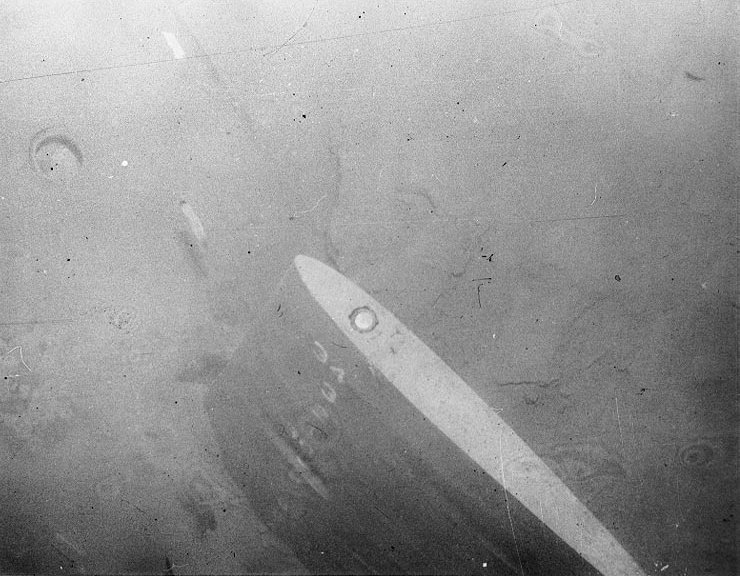
Фрагменти «Трешера» на дні

10 квітня 1963 року підводний човен «Трешер» в супроводі рятувального човна ASR-20 Skylark («Жайворонок») вийшов в море для проведення глибоководного зануреня. Їх метою була перевірка міцності корпусу на глибинах близько 300 м. На борту човна, окрім 16 офіцерів та 96 членів екіпажу, знаходились 17 інженерів-техніків.
О 7 годині 47 хвилин підводний човен розпочав занурення. О 9 годині 30 хвилин з борту субмарини було отримано повідомлення про наявність певних проблем, а вже через 4 хвилини Skylark отримав останнє повідомлення. Після цього на кораблі змогли розпізнати шуми, що були схарактеризовані як «тріск корпусу, що ламається».
Для того, щоб заспокоїти суспільну думку (не виключалась версія атомного реактора) було проведено масштабну пошукову операцію, що завершилась успіхом вже в 1964 році: підводний човен був знайдений та сфотографований.